# Луј Никола Воклен
Луј Никола Воклен (фр. Louis Nicolas Vauquelin; Сен Андре д’Еберто, 16. мај 1763 — Сен Андре д’Еберто, 14. новембар 1829) био је француски хемичар, који је познат по открићу хрома и раздвајању берилијума.

## Детињство и младост
Воклен је рођен 16. маја 1763. у Нормандији у Француској. Прва искуства са хемијом имао је као лабораторијски асистент у апотеци у Руану. После извесног времена радио је као асистент у лабораторији Антоана де Фуркроа, француског хемичара и члана академије наука. Након тога преселио се у Париз, а 1791. постао је члан академије наука. Од тога времена помагао је и као уредник једног угледног хемијскога часописа. За време Револуције напустио је Француску, да би се касније вратио.

## Доприноси хемији
У почетку је радио под надзором других хемичара, да би касније објављивао радове као коаутор, али од 1790 почиње да објављује и властите чланке. Укупно је објавио 376 различитих чланака. Већином се радило о једноставним описима пажљивих и дугих аналитичких опеарација.
Током 1798. успео је да раздвоји берилијум екстракцијом из драгога камена берила. Хром је открио 1797. у црвеној рудачи из Сибира. Успео је да добије течни амонијак на атмосферском притиску.

## Каснија достигнућа и доприноси
Од 1809. постао је професор на Универзитету у Паризу наследивши преминулога Фукроа. Током 1816. постао је члан Шведске академије наука. Заједно са својим тадашњим асистентом, а касније славним хемичарем Пјером Жаном Робикеом открио је 1806. аспарагин издвојивши га из шпаргли. Први је открио и изоловао камфорску и кинску киселину.